# فنسنت باركر
فنسنت باركر (بالإنجليزية: Vincent Barker)‏ هو سياسي أسترالي، ولد في 31 يوليو 1876، وتوفي في 2 ديسمبر 1937. حزبياً، نشط في حزب العمال الأسترالي. وقد انتخب عضو مجلس نواب تسمانيا.